# Gregor
Gregor (von griechisch γρηγορέω, grēgoreō, „ich wache, ich bin auf der Hut“; substantivisch: „Wächter, Hüter, Hirte“) ist ein männlicher Vorname. Gregoria, die weibliche Namensform, findet sich vor allem im romanischen Sprachraum. Der Name kommt auch als Familienname vor.
Etymologisch verwandt ist lateinisch grex („Herde“) sowie egregius (wörtlich: „aus der Herde herausgehoben“; gemeint ist: „hervorragend“).

## Namenstag
- 2. Januar Gregor von Nazianz, „der Theologe“, Kirchenlehrer
- 10. Januar Gregor von Nyssa, Kirchenlehrer
- 11. Februar Gregor II., † 11. Februar 731
- 12. Februar Gregor II.
- 12. März, früherer Namenstag Gregor I. der Große, 1969 auf den 3. September verlegt. Alte Bezeichnungen „an Gregori“ beziehen sich auf dieses Datum.
- 25. Mai Gregor VII., Papst (1073–1085)
- 25. August Gregor von Pfalzel, † 25. August um 777
- 3. September Gregor I. der Große (um 540–604)
- 30. September Gregor der Erleuchter
- 4. November Gregor von Burtscheid
- 17. November Gregor der Wundertäter
- 17. November Gregor von Tours

## Varianten
- albanisch: Grigor
- armenisch: (Գրիգոր),  ostarmenisch Grigor  [ɡɾiˈkʰɔɾ], westarmenisch Krikor durch die westarmenische Lautverschiebung
- bulgarisch: Grigor (Григор)
- dänisch: Gregers, Joris
- englisch: Gregory, Greg
- färöisch: Grækaris
- finnisch: Reijo
- französisch: Grégoire, Grigaut
- friesisch: Joris
- georgisch: Grigoli (გრიგოლ)
- griechisch: Grēgórios/Grigórios (Γρηγόριος), Grēgórēs/Grigóris (Γρηγόρης)
- hawaiisch: Kelekolio
- irisch: Gréagóir
- italienisch, spanisch: Gregorio
- kroatisch: Grgur, Grgo, Grga
- lateinisch: Gregorius
- litauisch: Gregoras, Gregorijus, Grigaliūnas, Grigalius
- mazedonisch: Grigur (Григур)
- niederländisch: Joris
- obersorbisch: Hrjehor
- polnisch: Grzegorz [ˈɡʐɛɡɔʂ], Koseformen: Grzesiek, Grześ
- portugiesisch: Gregório
- rumänisch: Grigore, Gligor
- russisch: Grigóri (Григорий); Koseformen: Gríscha (Гриша), Gríschenka (Гришенька), Grínja (Гриня), Górja (Горя), Grischúnja (Гришуня), Grischúta (Гришута), Grischúnka (Гришунька); abwertend: Gríschka (Гришка), Grischúcha (Гришуха); als Vatersname: Grigórjewitsch (Григорьевич), Grigóritsch (Григорич), Grigórjewna (Григорьевна), Grigórna (Григорьна)
- schwedisch: Greger
- serbisch: Grigorije/Григорије, Gligorije/Глигорије
- slowenisch: Grega, Gregor
- tschechisch: Řehoř
- ungarisch: Gergely, Gergő, Gerő
- ukrainisch: Hryhori (Григорій), Hryhir (Григір); Koseformen: Hryz (Гриць), Hryzyk (Грицик), Hryzko (Грицько), Hryn (Гринь), Hrynko (Гринько)
- walisisch: Grigor
- belarussisch: Ryhor (Рыгор)

## Namensträger

### Päpste und Gegenpäpste
- Gregor I., „der Große“, Kirchenlehrer (590–604), Heiliger, Gedenktag 3. September
- Gregor II. (Papst) (715–731), Heiliger, Gedenktag 11. Februar, 12. Februar in Fulda
- Gregor III. (Papst) (731–741), Heiliger, Gedenktag 10. Dezember oder 28. November
- Gregor IV. (827–844)
- Gregor V. (Papst) (996–999)
- Gregor VI. (Gegenpapst) (1012)
- Gregor VI. (Papst) (1045–1046)
- Gregor VII. (Hildebrand), (1073–1084), Heiliger, Gedenktag 25. Mai
- Gregor VIII. (Gegenpapst) (1118–1121)
- Gregor VIII. (Papst) (1187)
- Gregor IX. (1227–1241)
- Gregor X. (1271–1276), Seliger, Gedenktag 10. Januar
- Gregor XI. (1370–1378)
- Gregor XII. (1406–1415)
- Gregor XIII. (1572–1585)
- Gregor XIV. (1590–1591)
- Gregor XV. (1621–1623)
- Gregor XVI. (1831–1846)

### Patriarchen von Konstantinopel
- Gregor von Nazianz (379–381)
- Gregor II. (Patriarch) (1283–1289)
- Gregor III. Mammas (1443–1450)
- Gregor IV. (Patriarch) (1623)
- Gregor V. (Patriarch) (1797–1798, 1806–1808, 1818–1821)
- Gregor VI. (Patriarch) (1835–1840, 1867–1871)
- Gregor VII. (Patriarch) (1923–1924)

### Patriarchen der Armenischen Apostolischen Kirche
- St. Gregor der Erleuchter (Amtszeit 301–325)
- Gregor II. Wkajasser, der Märtyrerfreund (Amtszeit 1066–1105)
- Gregor III. (Amtszeit 1113–1166)
- Gregor IV. der Junge (Amtszeit 1173–1193)
- Gregor V. (Amtszeit 1193–1194)
- Gregor VI. (Amtszeit 1194–1203)
- Gregor VII. (Amtszeit 1293–1307)
- Gregor VIII. (Amtszeit 1411–1418)
- Gregor IX. (Amtszeit 1439–1441)
- Gregor X. (Amtszeit 1443–1465)
- Gregor XI. (Amtszeit 1536–1545)
- Gregor XII. (Amtszeit 1576–1590)

### Einzelname
- Gregor der Wundertäter, Bischof von Neocäsarea (213–270)
- Gregor von Spoleto († um 303)
- Gregor von Nazianz Bischof Gregor von Nazianz (* um 280; † 374)
- Gregor von Nyssa (um 335–394), Kirchenlehrer
- Gregor von Elvira (392), Bischof
- Gregor von Tours (538–594), Bischof
- Gregor von Karthago († 647/48), Exarch
- Gregorius, Herzog von Benevent von 732 bis 739
- Gregor von Utrecht (707–775)
- Gregor von Nin (kroatisch Grgur Ninski), etwa von 900 bis 929 Bischof von Nin und Kanzler des kroatischen Königreiches
- Gregor von Burtscheid († 998/999) Mönch
- Gregor von Narek (951–1003), armenischer Mönch und Schriftsteller
- Gregor Palamas (1296–1359), orthodoxer Theologe und Heiliger
- Gregor von Rimini (1300–1358)
- Gregor Sinaites (1346)
- Gregor Schenk von Osterwitz († 1403), Salzburger Erzbischof
- Gregor von Valencia (1549–1603)
- Gregor von Rezzori (1914–1998), deutschsprachiger Schriftsteller
- Gregor (Hagiograph), Presbyter
- Gregor von Agrigent
- Gregor von Antiochien
- Gregor von Kaskar
- Gregor III. (Porto) († 991), Kardinalbischof von Porto
- Gregor A. Gregorius (1888 oder 1890–1964), Logenname von Eugen Grosche, Gründer der Fraternitas Saturni

### Vorname
- Gregor Altenburger (* 1979), Schweizer Schauspieler und Sänger
- Gregor Bloéb (* 1968), österreichischer Theater-, Film- und Fernsehschauspieler
- Gregor von Bochmann d. J. (1878–1914), deutscher Bildhauer
- Gregor Braun (* 1955), deutscher Radrennfahrer
- Gregor Czisch (* 1964), deutscher Physiker und Energieforscher, Schwerpunkt regenerative Energiesysteme
- Gregor Deschwanden (* 1991), Schweizer Skispringer
- Gregor Eibes (* 1960), deutscher Kommunalpolitiker
- Gregor Formanek (1924–2025), deutscher KZ-Wachmann
- Gregor I. Gans († 1701), deutscher Benediktinerabt
- Gregor Gysi (* 1948), deutscher Politiker
- Gregor Hauffe (* 1982), deutscher Riemenruderer
- Gregor Hoop (1964–1990), liechtensteinischer Skirennläufer
- Gregor Jordan (* 1966), australischer Filmregisseur und Drehbuchautor
- Gregor Kaiser (* 1975), deutscher Politiker (Bündnis 90/Die Grünen)
- Gregor Kemper (* 1963), deutscher Mathematiker und Hochschullehrer
- Gregor Kobel (* 1997), Schweizer Fußballtorhüter
- Gregor Kuhn (* unbekannt; † 1922), deutscher Automobilrennfahrer
- Gregor Lange (1552–1587), deutscher Kantor und Komponist
- Gregor Lange (* 1962), deutscher Jurist und Polizeipräsident
- Gregor Laschen (1941–2018), deutscher Dichter, Schriftsteller und Herausgeber
- Gregor Linßen (* 1966), deutscher Liedermacher
- Gregor Luthe (* 1970), deutscher Chemiker, Toxikologe, Erfinder und Unternehmer
- Gregor Mendel (1822–1884), österreichischer Botaniker
- Gregor Morfill (* 1945), deutscher Physiker
- Gregor Schöllgen (* 1952), deutscher Historiker und Publizist
- Gregor Schlierenzauer (* 1990), österreichischer Skispringer
- Gregor Seberg (* 1967), österreichischer Schauspieler
- Gregor Staub (* 1954), Schweizer Gedächtnistrainer
- Gregor Steinbrenner (* 1969), deutscher Fernsehmoderator
- Gregor Strasser (1892–1934), deutscher Politiker
- Gregor Törzs (* 1970), deutscher Fotograf, Kameramann und ehemaliger Schauspieler
- Gregor Weber (Historiker) (* 1961), deutscher Althistoriker
- Gregor Weber (Schauspieler) (* 1968), deutscher Schauspieler
- Gregor Zöllig (* 1965), Schweizer Tänzer und Choreograf

### Familienname

#### Form Gregor
- Adalbert Gregor (1878–1971), deutscher Psychiater
- Alexander Gregor (* 1969), deutscher Schauspieler und Moderator
- Andreas Gregor (* 1955), deutscher Ruderer
- Arthur Gregor (1923–2013), US-amerikanischer Dichter und Hochschullehrer
- Bogdan Gregor (* 1943), polnischer Wirtschaftswissenschaftler und Prorektor der Universität Łódź
- Bohumil Gregor (1926–2005), tschechischer Dirigent
- Čestmír Gregor (1926–2011), tschechischer Komponist und Musikwissenschaftler
- Christian Gregor (1723–1801), deutscher Liederdichter
- Erika Gregor (* 1935), deutsche Kinobetreiberin
- Florian Gregor, deutscher Filmproduzent und Drehbuchautor
- František Gregor (1938–2013), tschechoslowakischer Eishockeyspieler
- Gerhard Gregor (1906–1981), deutscher Organist und Pianist
- Hans Gregor (1866–1945), deutscher Schauspieler, Regisseur und Theaterintendant
- Hans Gregor (Lebensreformer) (1897–1935), deutscher Lebensreformer und Funktionär der Reformhaus-Bewegung
- Horst-Günter Gregor (1938–1995), deutscher Schwimmsportler
- Irina Gregor (1942–1996), deutsche Dokumentarfilm-Regisseurin
- Isabella Gregor (* 1962), österreichische Schauspielerin und Regisseurin
- Josef Gregor (1903–1987), deutscher klassischer Philologe und Musikpädagoge
- Joseph Gregor (1888–1960), österreichischer Theaterwissenschaftler
- József Gregor (1940–2006), ungarischer Opernsänger
- Kurt Gregor (1907–1990), deutscher Politiker und Minister (SED)
- Lutz Gregor (* 1952), deutscher Filmemacher
- Martin Gregor-Dellin (1926–1988), deutscher Schriftsteller
- Martina Gregor-Ness (* 1959), deutsche Politikerin (SPD), Landtagsabgeordnete in Brandenburg
- Noah Gregor (* 1998), kanadischer Eishockeyspieler
- Nora Gregor (1901–1949), österreichische Schauspielerin
- Pascal Gregor (* 1994), dänischer Fußballspieler
- Radek Gregor (* 1970), tschechischer Badmintonspieler
- Riccarda Gregor-Grieshaber (1907–1985), deutsche Künstlerin und Autorin
- Sabrina Mockenhaupt-Gregor (* 1980), deutsche Langstreckenläuferin
- Susanne Gregor (* 1981), österreichische Schriftstellerin slowakischer Herkunft
- Sven Gregor (* 1976), deutscher Politiker (Freie Wähler)
- Thomas Gregor (* 1956), deutscher Botaniker
- Ulrich Gregor (* 1932), deutscher Filmhistoriker, Autor und Festspielleiter
- Valentin Gregor (* 1963), deutscher Jazzmusiker
- Werner Gregor (1896–1971), deutscher Diplomat
- Wilhelm Gregor (1942–2020), österreichischer Basketballspieler
- William Gregor (1761–1817), englischer Geistlicher und Mineraloge

#### Form Grigori
- Laura Grigori, französisch-rumänische Informatikerin und Mathematikerin für angewandte Mathematik

### Künstlername
- Manfred Gregor, Autoren-Pseudonym von Gregor Dorfmeister (1929–2018), deutscher Journalist und Schriftsteller

### Kunstfiguren
- Gregor Samsa, Hauptperson in Die Verwandlung von Franz Kafka
- Gregor ist der Name des Titelhelden einer Reihe von Kinderbüchern der Autorin Suzanne Collins